# Маркаде Валентина Дмитрівна
Валентина Дмитрівна Маркаде́ (до шлюбу Васютинська; нар. 5 жовтня 1910, Одеса — пом. 28 серпня 1994, Мон-де-Марсан) — українська і французька мистецтвознавиця, доктор мистецтвознавства; почесний доктор Колумбійського університету в США з 1976 року. Дружина мистецтвознавця Жана-Клода Маркаде.

## Біографія
Народилася 22 вересня [5 жовтня] 1910 року в місті Одесі (тепер Україна). 1918 року разом із батьками виїхала до Болгарії. Слухала лекції в Парижі у французького славіста П. Паскаля. Після закінчення у 1955 році Університету Бордо викладала в ньому. Була професором Національного інституту східних мов та цивілізацій у Парижі. Викладала російську мову і літературу, історію російського мистецтва. Померла в Мон-де-Марсан 28 серпня 1994 року.

## Наукова діяльність
Досліджувала російське та українське мистецтво і літературу, писала статті на ці теми, які були видані російською, українською, французькою, англійською, німецькою та італійською мовами. Серед праць:
- «Оновлене російське образотворче мистецтво: 1863–1914» (1971);
- монографія «Андрієнко» (1978);
- «Авангард в жіночому роді: Москва, Санкт-Петербург, Париж (1907–1930)» (Париж, 1983, у співавторстві; про творчість Олександри Екстер, Соні Терк-Делоне);
- «Українське мистецтво двадцятих років (перша національна Українська Академія Мистецтва 1917–1922» // «Україна 1917–1922. Національне Відродження» (Париж; Мюнхен; Едмонтон, 1986; про історію створення Української академії мистецтв та діяльність її засновників Михайла Бойчука, Миколи Бурачека, Василя і Федора Кричевських, Абрама Маневича, Олександра Мурашка, Георгія Нарбута);
- «Мистецтво України» (1990);

в журналі «Сучасність» опублікувала статті
- «Селянська тематика в творчості Казимира Севериновича Малевича» (1979, № 2);
- «Український внесок до авангардного мистецтва початку XX століття» (1980, № 7–8);
- «Театр Леся Курбаса» (1983, № 1–2);
- «Василь Єрмилов і деякі аспекти українського мистецтва початку XX сторіччя» (1984, № 6).

Вивчала український авангард початку XX століття, зокрема цікавилась мистецтвом Олександра Архипенка, Олександра Богомазова, Давида Бурлюка, Василя Єрмилова, Казимира Малевича, Анатолія Петрицького, Володимира Татліна та інших;
Спільно з чоловіком переклала й опублікувала французькою мовою 4 томи теоретичних праць Казимира Малевича, зокрема прижиттєві україномовні статті з харківського часопису 1928–1930 років «Нова ґенерація».